# مجلة الحارس
مجلة الحارس، هي مجلّة دينيّة مسيحيّة نشرت باللغة العربيّة في مدينة حيفا في فترة الانتداب البريطانيّ. (1)

## إصدار المجلّة
نُشرت مجلّة الحارس في أربعينيّات القرن العشرين، في فلسطين الانتدابيّة وبالتحديد في مدينة حيفا، و طبعت في القدس في مطبعة بيت المقدس ومطبعة المياه الحية. (1+2)
أصدرت المجلّة بوتيرة شهريّة، ويتوفّر منها اثنا عشر عددًا رقميًّا؛ من 1 تمّوز 1946 - 1 كانون الأوّل 1947. (1)

## المسؤولون
صاحب المجلّة هو سامي يوسف أبو أحمد، و قد شارك رجل الدين الأجنبي ل.ف وتيمان، صاحب امتياز مجلّة مصباح الحقّ الصادرة بين السنتين 1938-1940 في هيئة تحرير المجلّة. (1)

## موضوعات المجلّة
مجلّة الحارس هي مجلّة دينيّة مسيحيّة تؤكّد على الأبعاد الأخلاقيّة عبر نشر أعمال أدبية منقولة غالبًا عن الإنجليزيّة. تتحدّث عن الدوريات العربيّة، الطوائف المسيحيّة وعن ما يحدث بشكل عام في أرض إسرائيل. وهي متوفّرة باللغة العربية .